# Octavio Pisano
Octavio Pisano est un acteur américain d'origine mexicaine. Entre 2021 et 2025, de la saison 23 à la fin de la saison 26, il joue l'inspecteur Joe Velasco dans le feuilleton New York, unité spéciale, et avant cela, il était dans Coyote et le film indépendant Ms. Purple. Il est également apparu dans un épisode du spin-off de New York, crime organisé. Il a été promu au rang de personnage régulier de la série New york, unité spéciale après ses trois premières apparitions. Le personnage de Velasco a été introduit dans la 23e saison de New York, Unité Spéciale en tant que policier infiltré de Ciudad Juarez.
Pisano est né à Tijuana, au Mexique. De 2014 à 2017, il a joué le rôle de Julius Escada Jr. dans le feuilleton télévisé en prime time d'Oprah Winfrey Network, If Loving You Is Wrong. En 2019, Pisano a été choisi pour le redémarrage d'ABC de New York Undercover. En 2021, il a joué dans la série dramatique policière de Paramount+, Coyote.